# Giovanni Miani
Giovanni Miani (Rovigo, 17 de marzo de 1810 - Tangasi, 21 de noviembre de 1872) fue un explorador italiano.

## Biografía

### Primeros años
Miani nació de padre desconocido y de la criada Maddalena Miani. Su madre se trasladó a Venecia para servir en casa del noble P. A. Bragadin, dejando al pequeño Giovanni al cuidado de su familia. Más tarde, en 1824, llevó a su hijo a la casa Bragadin, donde este recibió una excelente educación en música, idiomas, danza, y dibujo. A la muerte de Bragadin en 1828, Miani heredó 18.000 liras.
Después de la muerte de su madre en 1837, Miani continuó sus estudios musicales en varios conservatorios italianos, franceses y españoles. Compuso un himno para el general español Baldomero Espartero y la pieza Un torneo a Tolemaide. Comenzó a escribir una Storia universale della musica di tutte le nazioni, proyecto que le llevó a viajar durante veinte años por diversos países en busca de instrumentos y tradiciones musicales. Para este fin gastó todo el dinero que tenía.
Miani participó en el Risorgimento. En 1848 se unió a los voluntarios reunidos en torno al general Andrea Ferrari y participó en la lucha por la República Romana.
Se mudó a Malta, donde trabajó como profesor de música y continuó trabajando en su Storia della musica. Después viajó a Constantinopla, encontró trabajo como tenor y reanudó la composición. Visitó Palestina, llegó a El Cairo, donde permaneció un año, fue al Sinaí y realizó estudios arqueológicos y filológicos. Comenzó a estudiar árabe, astronomía, topografía y ciencias naturales, ya que su nuevo proyecto era descubrir las fuentes del Nilo.
En 1857, partió hacia Nubia junto con los franceses G. Revol y A. Poussel, dibujando un mapa de la región visitada y llevando un diario de sus observaciones, que luego publicó junto con informes de otros viajeros. Se convirtió en miembro de la Sociedad Geográfica de París.

### Primera expedición al Nilo (1859)
En mayo de 1859 partió de El Cairo con dos barcos por el Nilo. Le acompañaban A. Poussel, capitán de marina encargado de investigaciones astronómicas, un fotógrafo, un pintor y un traductor de árabe-francés. Se dirigieron a Asuán, pasaron la primera catarata por tierra, continuaron navegando hasta Wadi Halfa y cruzaron el desierto en camellos y dromedarios hasta Dongola. Luego volvieron remontar el Nilo en barco a través del desierto de Bayuda. En julio llegaron a Omdurman, el puerto de Jartum en el Nilo Blanco. 
En Jartum, Miani conoció al médico y explorador francés Alfred Peney, que también estaba interesado en estudiar las fuentes del Nilo, y al rico comerciante maltés Andrea Debono. Les convenció para intentar llegar a Gondokoro y crear un puesto comercial allí. Entre septiembre y noviembre de 1859, realizaron una excursión por el Nilo Azul hasta la ciudad sudanesa de Sennar.  
En diciembre de 1859, Miani continuó su búsqueda de las fuentes del Nilo. Llegó a finales de enero a Gondokoro e intentó alcanzar las cataratas Makedo, situadas al sur de la ciudad, pero no lo logró, pues enfermó y tuvo que regresar a Gondokoro. Una vez repuesto, salió nuevamente hacia el sur, acompañado de un centenar de hombres, siguiendo la orilla derecha del Nilo, y a finales de marzo de 1860 llegó a Nimule, en los confines meridionales de Sudán del Sur. Debilitado otra vez por las fiebres, y obstaculizado por las fuertes lluvias, tuvo que regresar a Jartum en mayo de 1860.
Desde aquí viajó hasta al puerto sudanés de Suakin, en el Mar Rojo, y regresó a El Cairo en agosto de 1860, permaneciendo en cama durante un mes para curar una herida en su pie izquierdo. Durante este período publicó su diario de viaje. También envió un extracto y un mapa de su ruta al ministro de Asuntos Exteriores egipcio, siendo por ello recompensado. 

### Segunda expedición al Nilo (1860-1861)

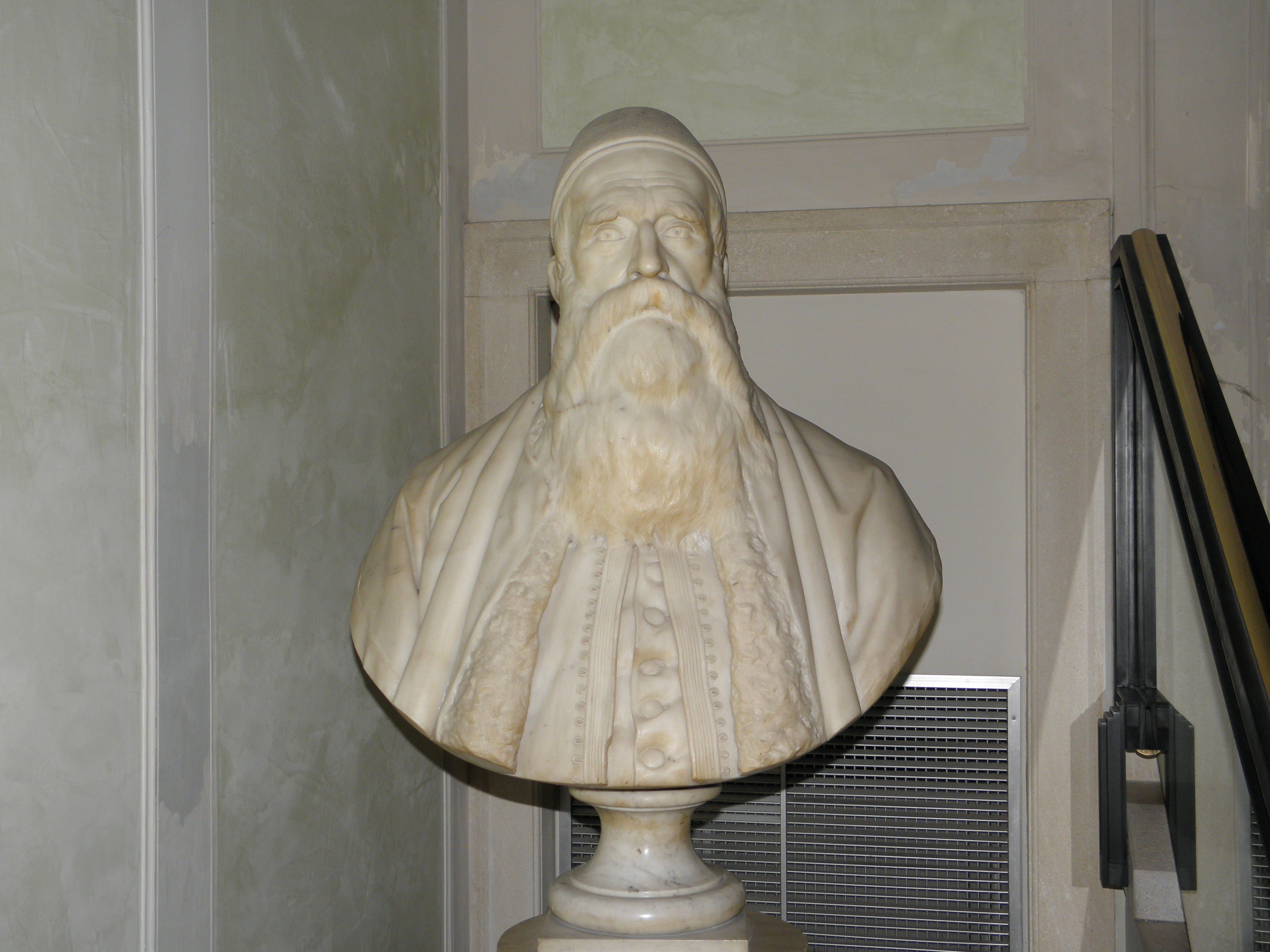
Busto de Giovanni Miani, obra de Giuseppe Soranzo, expuesto en la Accademia dei Concordi (Rovigo)

En diciembre de 1860, Miani inició su segunda expedición por el Nilo, navegando en barco de vapor desde el puerto cairota de Bulaq hasta la ciudad de Esna. En su expedición participaron también el maltés Portelli, encargado de las observaciones astronómicas, el pintor Damin y 150 soldados de escolta. A finales de 1860 el grupo llegó a Asuán y en enero de 1861 llegaron a Wadi Halfa, en la orilla del lago Nubia, y se dirigieron hacia Omdurman. Aquí Miani se vio obligado a despedir a Potelli, por robar coral y ámbar de la expedición para venderlos en el bazar y por planear envenenarle. 
El pintor Damin también abandonó la expedición, que además fue obstaculizada por las autoridades locales, por lo que Miani regresó a El Cairo. Allí se enteró de que Speke y Grant estaban en una expedición a las fuentes del Nilo, patrocinada por la Real Sociedad Geográfica. Miani abandonó El Cairo en octubre de 1861 y regresó a Europa. 

### Tercera expedición al Nilo (1871)
En el otoño de 1861, Miani viajó a Florencia, donde expuso sus colecciones. En 1862 fue a Turín, donde publicó un breve diario de viaje acompañado de un mapa geográfico. También fua a Venecia, donde vendió su colección de 1.800 objetos. En 1863, Miani fue invitado a Viena por la Sociedad Geográfica Austriaca. Recibido con grandes honores, el emperador Francisco José I le prometió financiar una nueva expedición, para luego dar marcha atrás cuando llegaron noticias de que Speke y Grant ya habían descubierto las fuentes del Nilo. Además, se descubrió que los mapas elaborados por Miani eran inexactos. A pesar de todo, Francisco José I ofreció a Miani mil florines, que el explorador utilizó para regresar a Egipto.
En enero de 1864, Miani publicó un mapa en el que también representaba la ruta seguida por Speke y Grant. Sin embargo, en esta y otras publicaciones, Miani negó que Speke y Grant hubieran encontrado la verdadera fuente del Nilo. 
Recaudó fondos de diversas personalidades para una tercera expedición al Nilo, recibiendo el apoyo del rey italiano Víctor Manuel II, del primer ministro egipcio Sherif Pacha, y del sultán turco Abdul Aziz. Recibió también fondos del gobernador de Sudán, quien le confió la gestión del jardín zoológico de Jartum, donde Miani se instaló en 1867. También firmó un contrato con una empresa interesada en buscar marfil en la provincia congoleña del Alto Uele.  
Miani comenzó su tercera expedición por el Nilo desde Jartum en mayo de 1871. Con algunas embarcaciones llegó a Shambe, donde permaneció varado durante tres meses. Luego continuó la expedición con una caravana hacia el oeste y en 1872 llegó exhausto a Monfa. Allí esperó dos meses esperando suministros y, una vez que llegaron, se dirigió a Amamba. Miani regresó hacia el río Uele, y en Tangasi murió por fatiga, diarrea y necrosis en el brazo.